# Mercaptopurina
La mercaptopurina (conosciuta anche come 6-Mercaptopurina, 6-MP o dal marchio Purinethol) è un farmaco immunosoppressore. È una tiopurina.

## Usi terapeutici
La mercaptopurina è usata per trattare la leucemia. Inoltre, può essere usata per trattare il Linfoma non Hodgkin pediatrico, la policitemia vera, l'artrite psoriasica e la malattia infiammatoria cronica intestinale (come la malattia di Crohn e la rettocolite ulcerosa).
Ha dimostrato una certa efficacia in vitro contro il Mycobacterium paratuberculosis.

## Meccanismo di azione
La mercaptopurina compete con l'ipoxantina e la guanina per l'enzima guanina-ipoxantina fosforibosiltrasferasi ed è essa stessa convertita in acido tioinosinico (TIMP). Questo nucleotide inibisce diverse reazioni in cui è coinvolto l'acido inosinico (IMP), inclusa la sua conversione ad acido xantilico (XMP) e ad acido adenilico (AMP) previa conversione ad adenilsuccinato. In aggiunta,  dalla metilazione del TIMP si forma metiltioinosinato. Entrambi, TIMP ed MTIMP inibiscono potenzialmente la amidofosforibosiltrasferasi. Alcuni esperimenti indicano il ritrovamento di mercaptopurina marcata nel DNA sotto forma di deossitioguanosina. Parte della mercaptopurina viene convertita a derivati nucleotidici della tioguanina (6-TG) dalla azione, in sequenza di IMP deidrogenasi e GMP sintetasi, che convertono il TIMP ad acido tioguanilico (TGMP).

## Effetti indesiderati
Alcuni degli effetti indesiderati causati dalla mercaptopurina comprendono la diarrea, la nausea, il vomito, la perdita dell'appetito, il dolore di stomaco/addominale, l'astenia, le chiazze cutanee, lo scurimento della pelle, o la perdita di capelli. Le reazioni avverse gravi includono le ferite della bocca, la febbre, il mal di gola, emorragia facile, macchie rosse sulla pelle, l'ingiallimento degli occhi o della pelle, minzione dolorosa o difficile e urina scura. Gli effetti secondari improbabili ma gravi includono: feci di colorito nerastro (feci picee) che contengono sangue digerito (melena),  ed ematuria (sangue nell'urina).
I sintomi della reazione allergica alla mercaptopurina includono l'eruzione cutanea, prurito, gonfiore, vertigine, difficoltà nel respirare.
La mercaptopurina causa anche la mielosoppressione (soppressione della produzione dei globuli bianchi e dei globuli rossi). Può essere anche tossica al midollo osseo. I pazienti a cui è stata somministrata la mercaptopurina devono, quindi, realizzare conteggi settimanali dei globuli bianchi presenti nel sangue. Quando si verifica dopo questi conteggi un calo non spiegato e anormalmente grande dei globuli bianchi, il paziente deve smettere di prendere il farmaco almeno temporaneamente. 
Le persone che mostrano mielosoppressione o tossicità contro il midollo osseo durante l'uso della mercaptopurina devono essere esaminate per verificare la mancanza dell'enzima Tiopurina S-metiltransferasi (TPMT). I pazienti con la mancanza di TPMT sono molto più suscettibili allo sviluppo di una pericolosa mielosoppressione. Può essere possibile continuare la somministrazione di mercaptopurina a tali pazienti, ma ad una dose più bassa.

## Interazioni farmacologiche
Il farmaco allopurinol inibisce la xantina ossidasi, un enzima che metabolizza la mercaptopurina. Coloro che prendono l'allopurinol (usato spesso contro la gotta) sono più suscettibili alla tossicità della mercaptopurina. La dose deve essere, quindi, ridotta o l'allopurinol deve essere interrotto.

## Avvertenze
La mercaptopurina può abbassare la capacità dell'organismo di combattere le infezioni. Chi assume la mercaptopurina deve avere il consenso del medico per ricevere le immunizzazioni e le vaccinazioni. Inoltre è suggerito che durante l'uso del farmaco si eviti la presenza di persone che hanno recentemente ricevuto il vaccino orale di poliomielite.
L'uso di questo farmaco non è generalmente consigliato durante la gravidanza, ma ciò è stato dibattuto e alcuni studi attuali indicano che le donne incinte che usano il farmaco non presentano aumenti nelle anomalie fetali. Tuttavia, le donne che ricevono la mercaptopurina durante il primo trimestre della gravidanza hanno una maggiore incidenza aborto. Davis e altri, nel 1999, hanno dimostrato che la mercaptopurina, comparato al metotrexato, era inefficace come singolo agente abortivo; le donne che hanno ricevuto soltanto la mercaptopurina durante lo studio hanno presentato attività cardiaca fetale due settimane dopo la somministrazione del farmaco.
La mercaptopurina causa alcuni cambiamenti nei cromosomi in animali ed in esseri umani. Nei ratti, questi cambiamenti hanno provocato delle mutazioni mortali. Il farmaco ha, quindi, il potenziale di causare cancro negli umani.